# 塔尔干诺尔 (苏尼特左旗)
塔尔干诺尔也作塔日干淖尔，是一个位于中国内蒙古自治区锡林郭勒盟苏尼特左旗巴彦淖尔镇境内的内流盐湖，地处巴彦淖尔镇政府驻地东南约30千米的浑善达克沙地中，湖面海拔1140米，湖长1.6千米，最大宽度0.9千米，平均宽0.7千米，面积1.1平方千米。